# Meletios I. Pegas
Meletios I. Pegas (griechisch Μελέτιος Πηγάς; * 1549 in Candia, Königreich Candia, Kreta; † 12. September 1601 in Alexandria) war orthodoxer Patriarch von Alexandria (1580–1601) und amtierte zeitweise als Verweser der Kathedra des Patriarchen von Konstantinopel (1596–1598). Er wird in den orthodoxen Kirchen als Heiliger verehrt. Sein Gedenktag ist der 13. September.

## Leben
Er studierte in Padua klassische Philologie, Philosophie und Medizin, danach in Venedig. Nach seiner Rückkehr nach Kreta wurde er Mönch und nahm den Namen Meletios an. Nach 1575 war er möglicherweise für das Patriarchat von Konstantinopel tätig und Protosynkellos des Patriarchen von Alexandria.
1580 wurde er Patriarch von Alexandria. Er wandte sich gegen den Einfluss der katholischen Kirche auf die koptische Kirche, erreichte aber nicht deren Einigung mit der byzantinisch-orthodoxen Kirche.
Meletios war zeitweise zusätzlich locum tenens (= Verweser) des vakanten Patriarchenstuhles von Konstantinopel (von Dezember 1596 bis Februar 1597 und von März 1597 bis März oder April 1598). Er lehnte als solcher die Union von Brest (1596) der orthodoxen Bischöfe in Polen-Litauen mit der römisch-katholischen Kirche ab. In einem Schreiben an König Sigismund III. von Polen sprach er sich gegen den Primat des Papstes und das filioque im Glaubensbekenntnis aus.
Von Meletius sind zahlreiche weitere Briefe und theologische Schreiben erhalten.